# Krános
Krános (grec moderne : Κράνος) est une localité située dans le dème de Pyléa-Chortiátis, dans le district régional de Thessalonique, dans la periphérie de Macédoine-Centrale, en Grèce.
Selon le recensement de 2011, elle compte 1 habitant.